# 기타킨키
기타킨키(일본어: 北近畿, 문화어: 기따긴끼)는 일본 긴키 지방에서 동해에 접한 지역을 가리키는 명칭이다.

## 개요
교토부 북부(구 단바국의 대부분과 구 단고국)과 효고현 북부(구 다지마국과 구 단바 국의 일부)를 가리킨다. 일본의 옛 행정 구역인 구니로는 단바국・단고국・다지마국에 해당하는 지역이다. 단, 단바 국에서도 교토시와 오사카와의 연계가 강한 교토 부 가메오카시(亀岡市)와 난탄시(南丹市), 후나이군(船井郡)의 교탄바정(京丹波町)는 난탄(南丹)이라고 불리며 제외된다.
이 지역에는 산인 해안국립공원(山陰海岸国立公園)과 기노사키 온천(城崎温泉), 일본 3경의 하나인 아마노하시다테(天橋立) 등 명승지가 위치하여, 여름에는 해수욕, 겨울에는 게 요리를 목적으로 한 관광객이 많이 방문한다.
동해에 면하고 있어, 기후는 동해측 기후로 여겨도 무난하나, 겨울에 호쿠리쿠 지방 정도로 눈이 많이 오지는 않고, 비가 오는 경우가 비교적 많다. 이 때문에 “도시락은 잊어도 우산은 잊지 마라”는 격언이 존재한다.